# Ушакин, Сергей Александрович
Серге́й Алекса́ндрович Уша́кин (род. 1966, Томск, СССР) — российско-американский историк культуры и антрополог. Кандидат политических наук, доктор философии по антропологии, полный профессор кафедры антропологии и кафедры славянских языков и литератур Принстонского университета.

## Биография

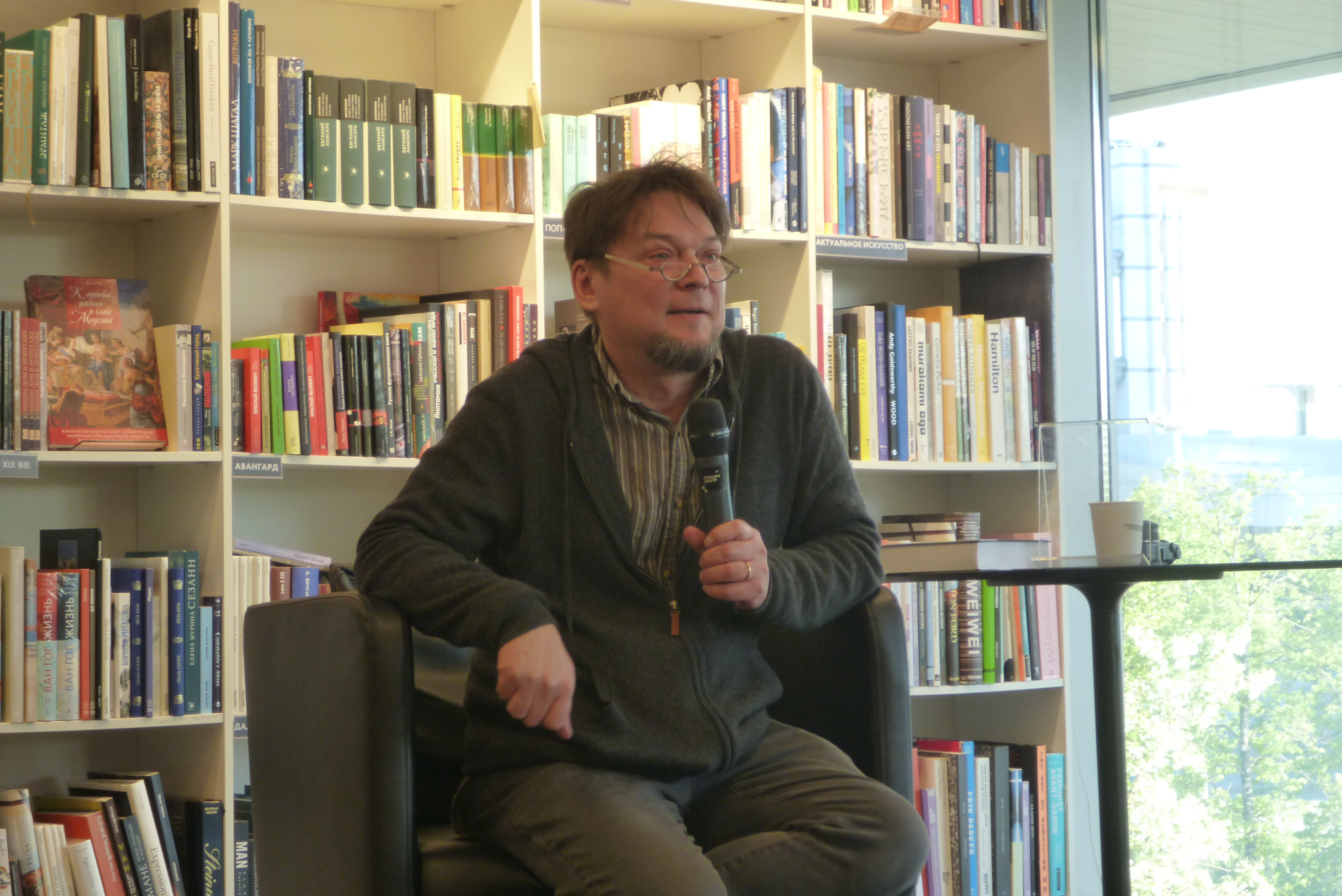
Сергей Ушакин в Ельцин-центре, 25 мая 2019 года

В 1988 году закончил исторический факультет Алтайского государственного университета.
Затем до 1990 года преподавал в альма-матер.
В 1994 году окончил аспирантуру философского факультета Санкт-Петербургского государственного университета, там же защитил кандидатскую диссертацию по теме: «Высшая школа в системе политических отношений».
С 1995 года начал собирать материалы для докторской диссертации, посвящённой формированию национально-половой идентичности в постсоветской России. По другим данным, гендерными исследованиями начал заниматься в 1997 году.
В 1995—2001 годах старший преподаватель кафедры истории мировой и отечественной культуры Алтайского государственного технического университета.
В 1998 году получил степень магистра философии по социологии в Центрально-Европейском университете.
В 1998 году поступил в докторантуру Колумбийского университета (Нью-Йорк) по специальности «социокультурная антропология». Магистр философии Колумбийского университета (2002).
В 2005 году защитил с отличием докторскую диссертацию на кафедре антропологии Колумбийского университета по теме «The Patriotism of Despair: Symbolic Economies, National Memory, and Communities of Loss in Russia» (русск.: «Патриотизм отчаяния: символическая экономика, национальная память и сообщества утраты в России»). По материалам диссертации была издана монография, которая получила приз «Лучшей книги года по литературе и культуре» (2012) Американской ассоциации учителей славянских и восточно-европейских языков.
С 2006 года работает в Принстонском университете на кафедре славянских языков и литератур, с 2011 года — адъюнкт-профессор кафедры антропологии и кафедры славянских языков и литератур.
С 2012 года — директор Программы российских, восточно-европейских и евразийских исследований в Принстонском университете.

## Научные интересы
Семейная и гендерная идентичность, последствия культурной травмы и коллективная память, прежде всего — о советском прошлом.

## Научные труды
- The patriotism of despair: nation, war, and loss in Russia. — Ithaca: Cornell University Press, 2009. — 299 p. ISBN 0801475570
- Поле пола. (Сборник статей) — Вильнюс: ЕГУ; Москва: ООО «Вариант», 2007.

### Научная редакция
- In Marx’s Shadow: Knowledge, Power, and Intellectuals in Eastern Europe and Russia. Ed. by Costica Bradatan and Serguei Oushakine. — New York: Lexington Books, 2010.
- Травма: пункты. Сб. статей под ред. С. Ушакина и Е. Трубиной. — М.: Новое литературное обозрение, 2009.
- Семейные узы: модели для сборки. В 2-х тт. Сб. статей под ред. С. Ушакина. — М.: Новое литературное обозрение, 2004.
- О муже(N)ственности. Сб. статей под ред. С. Ушакина. — М.: Новое литературное обозрение, 2002.